# Bissemkatak
Bissemkatak fou un del set kandh muttas del districte de Vizagapatam, presidència de Madras, Índia, que fou proscrit per l'agència Meriah el 1851 per la pràctica de sacrificis humans. Estava format per 497 pobles repartits en 8 submuttas (Kanakalddi, Jigada, Sogata, Kojiri, Ambodalu, Bhangoda, Jagdalpur, i Kutragoda). Els khands o kotiyes (khands muntanyesos) només habitaven alguns pobles i la resta estaven poblats pels khands exteriors. La capital era Bissemkatak.